# Зайнчковський Максим Леонтійович
Максим Леонтійович Зайнчковський (нар. 13 лютого 1988) — український футболіст, що виступає на позиції півзахисника.

## Клубна кар'єра
Максим Зайнчковський народився 13 лютого 1988 року. Перший тренер — М.П.Сосюра. Вихованець житомирського «Полісся», в складі якого з 2001 по 2005 роки виступав у ДЮФЛУ. З 2006 по 2010 роки виступав у юнацьких та молодіжних командах дніпропетровського «Дніпра», у складі яких зіграв 100 матчів та відзначився 3-ма голами.
Дорослу кар'єру розпочав у складі житомирського Арсенала, у футболці якого провів 1 поєдинок. Першим професіональним клубом Максима стала ФК «Полтава». На професіональному рівні дебютував 24 липня 2011 року в виїзному матчі 1-го туру групи Б другої ліги чемпіонату України проти «Севастополя-2». В тому поєдинку полтавці здобули перемогу з рахунком 3:1. Зайнчковський вийшов у стартовому складі й відіграв 47 хвилин, оскільки на 45+2-ій хвилині отримав жовту картку та залишив поле. Загалом у складі полтавського клубу в першій частині сезону 2011/12 років у чемпіонаті України зіграв 10 матчів, ще 2 матчі в складі ФК «Полтави» провів у кубку України.
В 2012 році виступав у складі новоград-волинського «Авангарда». У складі клубу став фіналістом кубку Житомирської області (Коцюбко) 2012 року.
Другу частину сезону 2012/13 років розпочав у головкіському «УкрАгроКомі». Дебютував за свою нову команду 6 квітня 2013 року в домашньому матчі 1-го туру групи 2 другої ліги чемпіонату України проти «Полтави-2-Карлівки». Поєдинок завершився нульовою нічиєю. Максим вийшов на поле на 46-ій хвилині матчу, замінивши Олександра Каліновського, а на 86-ій хвилині отримав жовту картку. За підсумками сезону 2012/13 років допоміг головківській команді стати переможцями групи Б другої ліги чемпіонату України. В складі «УкрАгроКому» в чемпіонатах України зіграв 14 матчів.
В 2014 році виступав у складі СК «Коростня». В чемпіонаті Житомирської області зіграв 6 матчів (1 гол), чим допоміг клубу стати переможцем чемпіонату області. Також 4 поєдинки провів у складі клубу в кубку області, в якому СК «Коростень» також став переможцем. Також в сезоні 2014/15 років виступав за міні-футбольний клуб «Промінь» (Житомир). В 2015 році перейшов до клубу «Єдність» (Плиски). У футболці цього клубу зіграв 29 матчів, відзначився 2-ма голами, а також став переможцем чемпіонату та кубку Чернігівської області. В сезоні 2015/16 років знову виступав у складі міні-футбольного клубу «Промінь» (Житомир).
У квітні 2016 року перейшов до складу МФК «Житомир».

## Кар'єра в збірній
У 2007 році викликався до Юнацької збірної України (U-19).
5 лютого 2008 року дебютував у складі Молодіжної збірної України в матчі проти молодіжної збірної Швеції. Українці в тому поєдинку поступилися з рахунком 0:1, а Зайнчковський зіграв у тому матчі 45 хвилин. Наступного дня, 6 лютого, був у заявці української молодіжки на матч проти шотландської молодіжки, але на поле так і не вийшов.

## Досягнення

### На професіональному рівні
- Друга діга чемпіонату України (Група Б)
  -  Чемпіон (1): 2012/13

### На аматорському рівні
- Чемпіонат Житомирської області
  -  Чемпіон (1): 2014

- Чемпіонат Чернігівської області
  -  Чемпіон (1): 2015

- Кубок Житомирської області
  -  Володар (1): 2014
  -  Фіналіст (1): 2012 (Коцюбко)

- Кубок Чернігівської області
  -  Володар (1): 2015